# Tachydromia petrabilis
Tachydromia petrabilis är en tvåvingeart som beskrevs av Smith 1969. Tachydromia petrabilis ingår i släktet Tachydromia och familjen puckeldansflugor. Inga underarter finns listade i Catalogue of Life.